# The Loco-Motion
"The Loco-Motion" là một bài hát nhạc pop được viết bởi các nhạc sĩ người Mỹ Gerry Goffin và Carole King vào năm 1962. Nó được Little Eva phát hành và xếp ở vị trí quán quân ở Hoa Kỳ. Bài hát gây chú ý khi lọt vào top 5 ba lần ở Mỹ: Little Eva (#1) (1962), Grand Funk Railroad (#1) (1974 và Kylie Minogue (#3) (1988).

## Phiên bản của Little Eva
Bài hát là một ví dụ điển hình về dòng nhạc dance. Phần lời bài hát mô tả về những điệu nhảy. Nghệ sĩ được biết đến là Little Eva thực ra là người giữ trẻ của Carole King, đã được giới thiệu cho King và chồng cô Gerry Goffin bởi The Cookies, một nhóm nhạc nữ địa phưương và đã ghi âm bài này.
The Loco-Motion nhanh chóng được ghi âm nhó nhạc nữ nước Anh The Vernons Girls và đi vào bảng xếp hạng ở cùng tuần với phiên bản của Little Eva. Phiên bản của The Vernons Girls xếp #47 ở Anh, trong khi phiên bản của Little Eva xếp #2 ở Mỹ. Phiên bản của Little Eva được đua vào phim Inland Empire (2006) của David Lynch.

### Xếp hạng
| Bảng xếp hạng (1962-63) | Thứ hạng cao nhất |
| ----------------------- | ----------------- |
| Canadian Singles Chart  | 1                 |
| Norwegian Singles Chart | 1                 |
| UK Singles Chart        | 2                 |
| US Billboard Hot 100    | 1                 |

## Phiên bản của Grand Funk Railroad
Ban nhạc hard rock người Mỹ Grand Funk Railroad thu âm một phiên bản trình bày lại của bài hát này vào năm 1974, được sản xuất bởi Todd Rundgren. Bài hát được chơi sau khi nhạc công guitar Mark Farner được nghe thấy khi đang huýt sáo theo bài hát trong phòng thu. Phiên bản bao gồm guitar, nhiều lớp hòa âm và trống. Trong thập niên 2000, phiên bản này được xuất hiện trong quảng cáo công ty SoftBank tại Nhật Bản. "The Loco-Motion" được xuất hiện trong album phòng thu Shinin' On và được phát hành làm đĩa đơn vào tháng 5 năm 1974. Bài hát đạt ngôi cao nhất trên Billboard Hot 100 Hoa Kỳ.

### Xếp hạng
| Bảng xếp hạng (1974-75)  | Thứ hạng cao nhất |
| ------------------------ | ----------------- |
| Australian Singles Chart | 5                 |
| Austrian Singles Chart   | 7                 |
| Canadian Singles Chart   | 1                 |
| German Singles Chart     | 11                |
| US Billboard Hot 100     | 1                 |

## Phiên bản của Kylie Minogue
Nữ nghệ sĩ thu âm người Úc Kylie Minogue phát hành một phiên bản thể hiện lại bài hát này vào tháng 7 năm 1987 dưới dạng đĩa đơn đầu tay. Sau khi trình diễn bài hát tại một sự kiện từ thiện cùng dàn diễn viên từ loạt phim truyền hình dài tập Úc Neighbours, Minogue ký hợp đồng cùng Mushroom Records và phát hành bài hát này dưới dạng đĩa đơn vào ngày 28 tháng 7 năm 1987 tại Úc, Thụy Sĩ và Ý dưới tựa đề "Locomotion". Ngày 28 tháng 7 năm 1988, một phiên bản thu âm lại của đĩa đơn do Stock Aitken & Waterman được phát hành trên toàn cầu với tựa đề "The Loco-Motion".
Phiên bản của Kylie Minogue đạt thành công lớn trên toàn cầu. Tại Úc, bài hát vươn đến ngôi đầu bảng trong 7 tuần lễ và giúp cô giành được hợp đồng thu âm cùng PWL Records tại Luân Đôn. Bài hát còn đạt thứ hạng cao tại Anh Quốc, Mỹ và Canada. Bài hát xuất hiện trong bộ phim Arthur 2: On the Rocks (1988). Một video âm nhạc cho bài hát được ghi hình tại Essendon Airport và khán phòng ABC tại Melbourne, Úc.

### Định dạng

#### "The Loco-motion" (1988)
● UK 7" vinyl single
1. "The Loco-motion" (7" mix) — 3:17
2. "I'll Still Be Loving You" — 3:45

● UK 12" vinyl single
1. "The Loco-motion" (Kohaku Mix) — 5:59
2. "I'll Still Be Loving You" — 3:45

● UK 12" remix
1. "The Loco-motion" (Sankie Mix) — 6:35
2. "I'll Still Be Loving You" — 3:45

● USA 7" vinyl single/Cassingle
1. "The Loco-motion" (LP version) — 3:17
2. "I'll Still Be Loving You" — 3:45

● USA 12" vinyl single
1. "The Loco-motion" (Kohaku Mix) — 5:59
2. "The Loco-motion" (Sankie Mix) — 6:35
3. "The Loco-motion" (LP version) — 3:17
4. "I'll Still Be Loving You" — 3:45

● German CD single
1. "The Loco-motion" (Kohaku Mix) — 5:59
2. "I'll Still Be Loving You" — 3:45

#### iTunes digital release (2009)
●"Locomotion" (Australian version)
1. "Locomotion"
2. "Locomotion" (Chugga-Motion Mix)
3. "Locomotion" (The Girl Meets Boy Mix)
4. "Getting Closer"
5. "Getting Closer" (UK mix)
6. "Getting Closer" (UK instrumental)
7. "Getting Closer" (Extended Oz Mix)
8. "Getting Closer" (Extended Oz Instrumental)
9. "Glad to Be Alive"

● "The Loco-Motion"
1. "The Loco-Motion" (7" mix)
2. "The Loco-Motion" (The Kohaku Mix)
3. "The Loco-Motion" (7" instrumental)
4. "The Loco-Motion" (7" backing track)
5. "I'll Still Be Loving You"
6. "I'll Still Be Loving You" (instrumental)
7. "I'll Still Be Loving You" (backing track)

### Xếp hạng và chứng nhận doanh số
| Bảng xếp hạng (1987)                              | Thứ hạng cao nhất |
| ------------------------------------------------- | ----------------- |
| Australian Singles Chart                          | 1                 |
| Bảng xếp hạng (1987)                              | Thứ hạng cao nhất |
| Austrian Singles Chart                            | 3                 |
| Belgian Singles Chart                             | 1                 |
| Canadian Singles Chart                            | 1                 |
| Dutch Singles Chart                               | 6                 |
| Eurochart Hot 100 Singles                         | 1                 |
| Finland Singles Chart                             | 1                 |
| French Singles Chart                              | 5                 |
| German Singles Chart                              | 3                 |
| Irish Singles Chart                               | 1                 |
| Italian Singles Chart                             | 6                 |
| Japan Singles Chart                               | 1                 |
| New Zealand Singles Chart                         | 8                 |
| Norwegian Singles Chart                           | 3                 |
| Peruvian Top 100                                  | 1                 |
| South African Singles Chart                       | 1                 |
| Swedish Singles Chart                             | 10                |
| Swiss Singles Chart                               | 2                 |
| UK Singles Chart                                  | 2                 |
| U.S. Billboard Hot 100                            | 3                 |
| U.S. Billboard Hot Dance Club Play                | 12                |
| U.S. Billboard Hot Dance Music/Maxi-Singles Sales | 4                 |
| U.S Cashbox Top 100 Singles                       | 4                 |

| Quốc gia                                                                           | Chứng nhận  | Số đơn vị/doanh số chứng nhận |
| ---------------------------------------------------------------------------------- | ----------- | ----------------------------- |
| Úc (ARIA)                                                                          | 3× Bạch kim | 210.000^                      |
| Canada (Music Canada)                                                              | Bạch kim    | 0^                            |
| Anh Quốc (BPI)                                                                     | Vàng        | 500.000^                      |
| Hoa Kỳ (RIAA)                                                                      | Vàng        | 0^                            |
| * Chứng nhận dựa theo doanh số tiêu thụ. ^ Chứng nhận dựa theo doanh số nhập hàng. |             |                               |

| Năm       | Quốc gia                          | Thứ hạng |
| --------- | --------------------------------- | -------- |
| 1987-1989 | Australian Singles Chart          | 1        |
| 1988-1989 | German Singles Chart              | 29       |
| 1988-1989 | Netherlands (Mega Single Top 100) | 60       |
| 1988-1989 | UK Singles Chart                  | 11       |
| 1988-1989 | U.S. Billboard Hot 100            | 49       |

| Quốc gia (1989) | Vị trí |
| --------------- | ------ |
| Úc              | 1      |